# Heining
Heining, in de volksmond De Heining, is een stratencomplex in Amsterdam Nieuw-West.

## Geschiedenis en legging
De straat ligt op een terrein dat in 1963 overkwam van de gemeente Haarlemmerliede en Spaarnwoude. De naam die het in 1972 kreeg is terug te voeren op de hier liggende buitendijkse polder, die op zich vernoemd was naar het eiland Buiten Heyningh. Heining als straat vormt samen met de Wethouder van Essenweg de enige infrastructuur van het bedrijventerrein De Heining. Dat bedrijventerrein kreeg landelijke bekendheid door de ontvoering van Freddy Heineken en zijn chauffeur Ab Doderer in 1983. Die loods ging in 2010 tegen de vlakte.
Heining is slechts middels twee toegangswegen bereikbaar. Uit het zuidwesten komt de eerder genoemde Wethouder van Essenweg, aan de noordzijde ligt de Westpoortweg. De toegangsweg van die laatste weg heet eveneens Heining, net als een bedrijventerreintje ten noorden van de Westpoortweg. Voetgangers en fietsers kunnen Heining en De Heining via het voet- en fietspad Daveren en het Boezemgemaal Halfweg bereiken.

## Gebouwen
De straat in rastervorm staat vol met grote en kleine bedrijfshallen. Een daarvan dient tot kunstenaarsruimte. Een gemeentelijk monument of rijksmonument is hier niet te vinden.

## Heining 148
In 2022 werd op huisnummer 148 een artistiek kunstwerk opgeleverd van Leonard van Munster. Op de plek van een zogenaamde rafelrand plaatste hij over een grasland een loods van staal en glas. Hij en collegakunstenaars kunnen daar werken in de loods genaamd Biotoop 2.0. Van Munster tekende in die tijd al jarenlang protest aan tegen het kunstbeleid van de gemeente, maar vond hier in samenspraak met die gemeente een grote ruimte om te verblijven en werken. Daarbij is het de bedoeling de plantengroei op beperkte wijze doorgroeit zodat de aanblik op het atelier steeds wijzigt. Van Munster plaatste zijn “glasbouw” naast een broedplaats van kunstenaars. Het geheel werd ontworpen via SketchUp.

## Kunst
Aan de zuidelijke weg van Heining staat een beeld van onbekend jaar, de naam van de kunstenaar is niet bekend.

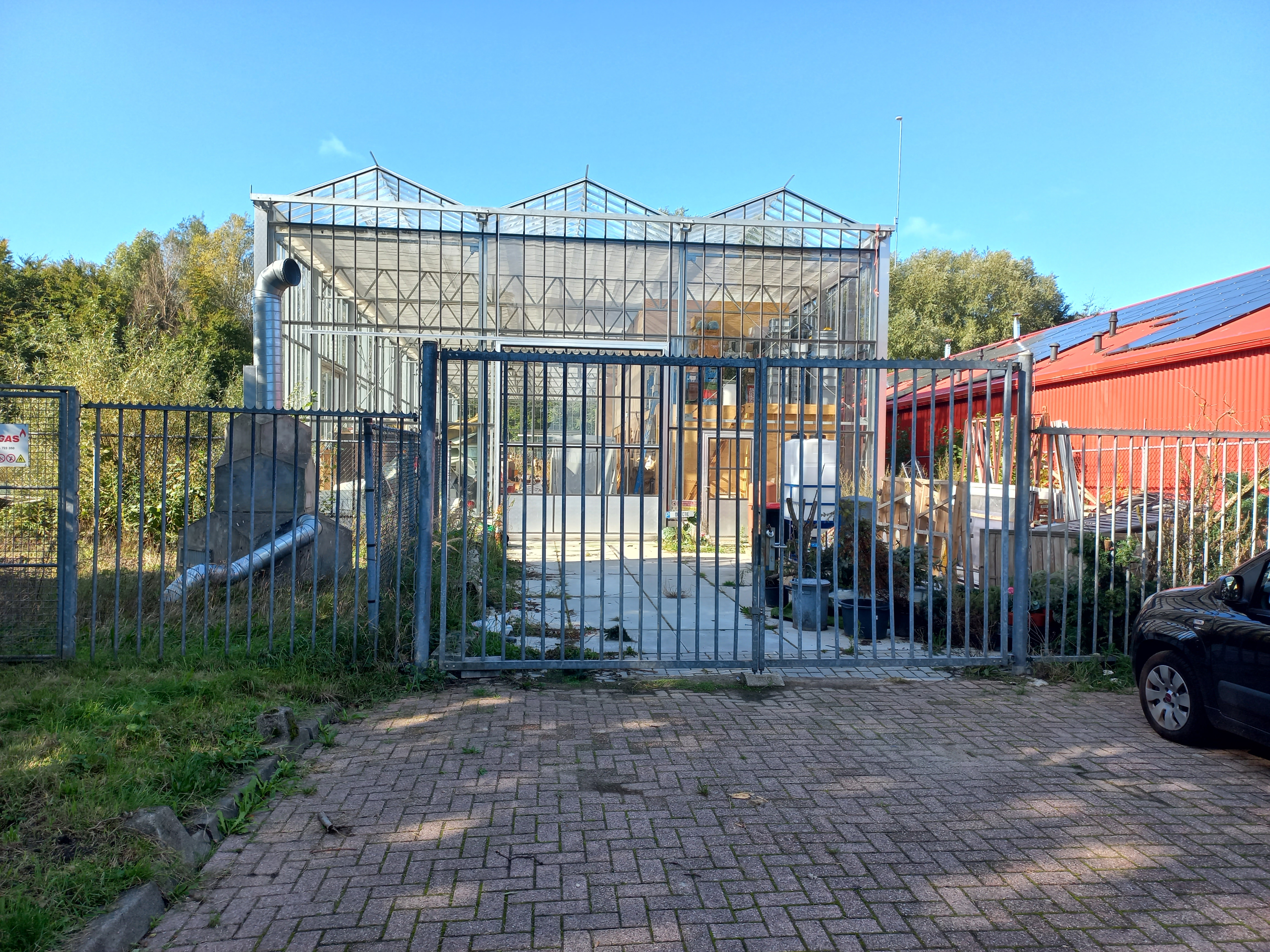
Heining 148 (oktober 2022)

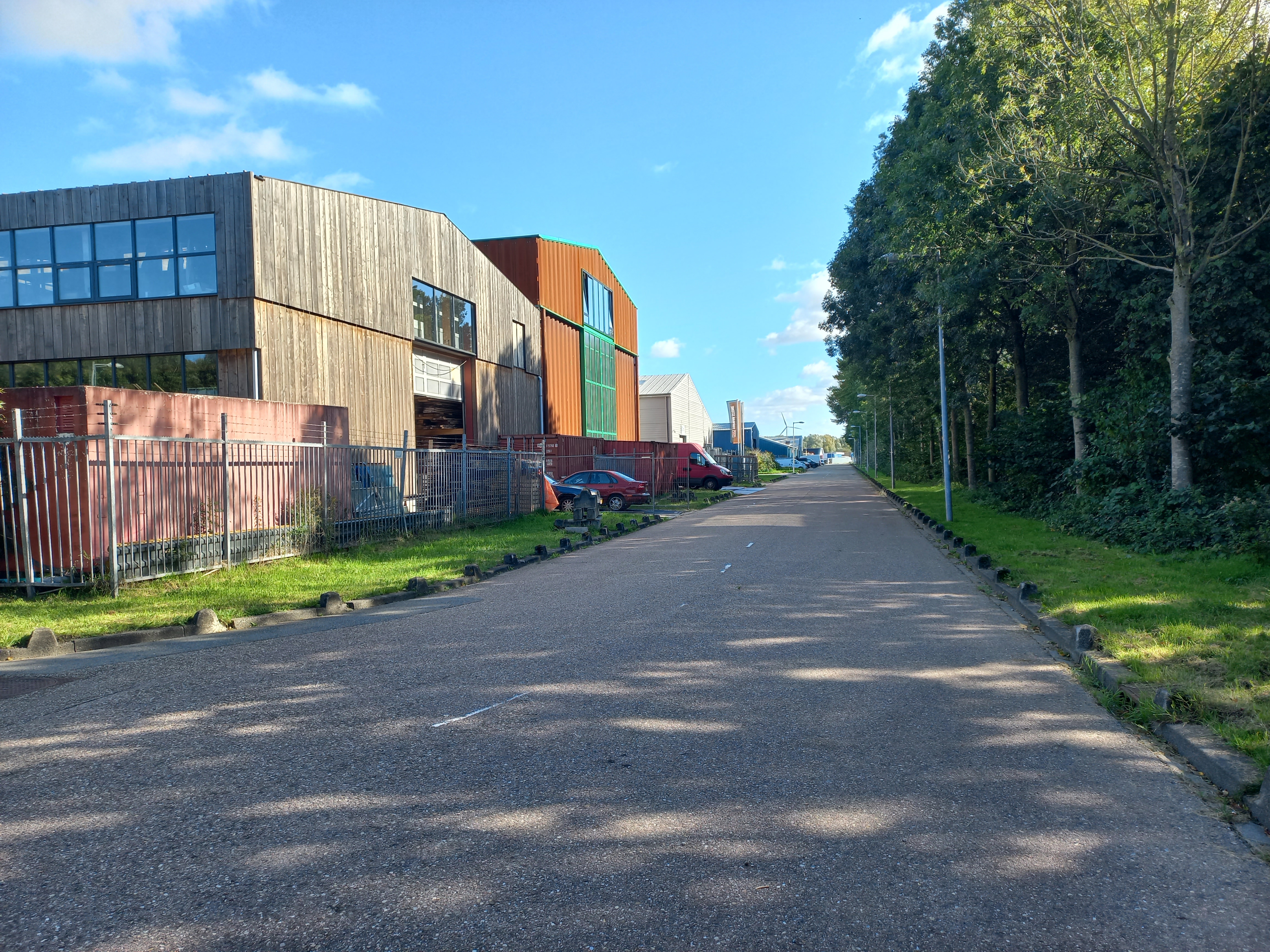
Zuidelijke weg (oktober 2022)